# Louis Jourdan
Louis Jourdan, właśc. Louis Robert Gendre (ur. 19 czerwca 1921 w Marsylii, zm. 14 lutego 2015 w Beverly Hills) – francuski aktor filmowy. 
8 lutego 1960 otrzymał dwie własne gwiazdy w Alei Gwiazd w Los Angeles znajdujące się przy 6153 i 6445 Hollywood Boulevard.
W 2010 otrzymał Legię Honorową.

## Życiorys

### Wczesne lata
Urodził się w Marsylii jako jednego z trzech synów Yvonne (z domu Jourdan) i Henriego Gendre’a, hotelarza. Ze względu na charakter pracy jego ojca, uczył się we Francji, Turcji i Anglii. Po powrocie do Francji studiował aktorstwo u René Simona w École Dramatique i przyjął panieńskie nazwisko matki - Jourdan. 

### Kariera
Podczas studiów grał na profesjonalnej scenie, gdzie zwrócił na niego uwagę reżyser Marc Allégret, który zatrudnił go do pracy jako asystenta operatora kamery przy realizacji Wejście dla artystów (Entrée des artistes, 1938) z Louisem Jouvetem, Bernardem Blierem i Marcelem Dalio. Wkrótce Marc Allégret i Marcel Achard zaangażowali go do roli Jonesa w filmie Korsarz (Le Corsaire, 1939) u boku Charlesa Boyera. 
W nagrywanej w Rzymie Komedii szczęścia (La Comédie du bonheur, 1940) wystąpił u boku Michela Simona, Micheline Presle i Ramóna Novarro jako Fédor. Julien Duvivier powierzył mu podwójną rolę jako Pierre Froment i Félix Froment w dramacie Rodzina Froment (Untel père et fils, 1943) z Raimu i Michèle Morgan. W komedii Pierwsza randka (Premier rendez-vous, 1941) z Danielle Darrieux został obsadzony jako Pierre, bratanek Nicolasa Rougemonta.
Jego pierwszym hollywoodzkim filmem był Akt oskarżenia (1947) w reżyserii Alfreda Hitchcocka z udziałem Gregory Pecka, gdzie grał postać André Latoura, służącego Pani Maddaleny Anny Paradine (Alida Valli). W melodramacie Maxa Ophülsa List od nieznajomej (1948) wystąpił w roli słynnego pianisty, Stefana Branda. W 1959 za rolę Gastona Lachaille w filmie muzycznym Vincente’a Minnellego Gigi (1958), na podstawie powieści Colette, otrzymał nominację do Złotego Globu. Stałe miejsce w historii kina przyniosła mu jednak kreacja Kamala Khana, wyrafinowanego i bezwzględnego afgańskiego księcia, przeciwnika Jamesa Bonda w filmie Johna Glena Ośmiorniczka (1983). 
Karierę aktorską zakończył w 1992.

## Życie prywatne
11 marca 1946 ożenił się z Berthe Frédérique. 6 października 1951 urodził się syn Louis Henry, który zmarł w 1981 w wieku 30 lat w wyniku przedawkowania narkotyków. Od 1992 Jourdan na stałe mieszkał wraz z małżonką na południu Francji.
Zmarł 14 lutego 2015 w wieku 93 lat w swoim domu w Beverly Hills.

## Wybrana filmografia

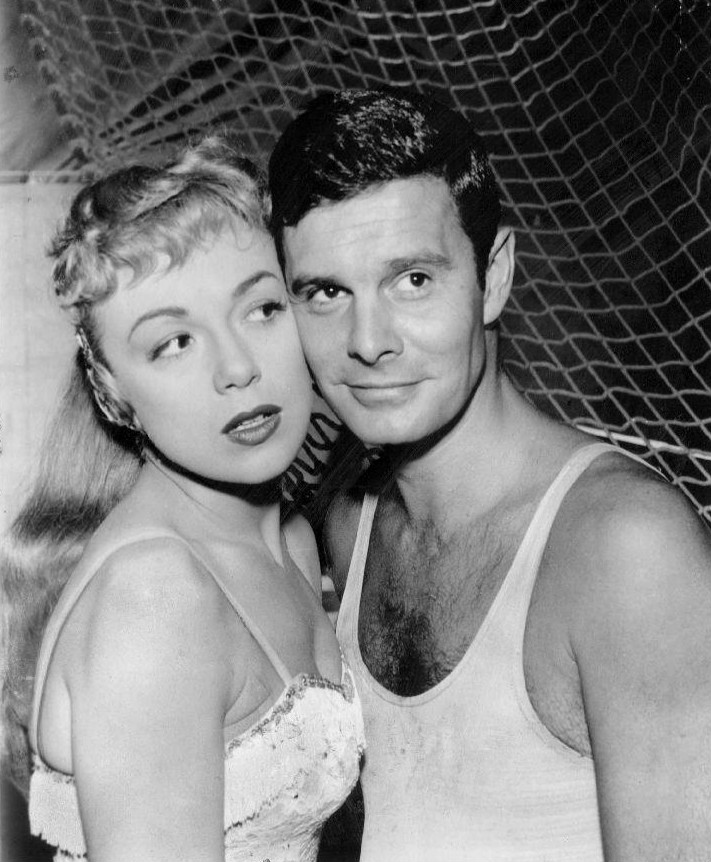
Edie Adams i Louis Jourdan w telewizyjnej antologii General Electric Theater (1959)

- Akt oskarżenia (1947) jako Andre Latour
- List od nieznajomej (1948) jako Stefan Brand
- Pani Bovary (1949) jako Rodolphe Boulanger
- Anna z Indii (1951) jako kapitan Pierre François LaRochelle
- Szczęśliwy czas (1952) jako Desmond Bonnard
- Trzy monety w fontannie (1954) jako książę Dino di Cessi
- Łabędź (1956) jako dr Nicholas Agi
- Gigi (1958) jako Gaston Lachaille
- Wszystko, co najlepsze (1959) jako David Savage
- Kankan (1960) jako Phillippe Forrestier
- Hrabia Monte Christo (1961) jako Edmond Dantes/hrabia Monte Christo
- Z życia VIP-ów (1963) jako Marc Champselle
- Hrabia Monte Christo (1975) jako De Villefort
- Człowiek w żelaznej masce (1977) jako D’Artagnan
- Columbo jako Paul Gerard (w odc. pt. Morderstwo pod szkłem z 1978)
- Aniołki Charliego jako dr Paul Redmont (w odc. pt. Nips and Tucks z 1980)
- Potwór z bagien (1982) jako dr Anton Arcane
- Ośmiorniczka (1983) jako Kamal Khan
- Niebezpieczne ujęcia (1984-85; serial TV) jako George LeMare
- Powrót potwora z bagien (1989) jako dr Anton Arcane
- Rok komety (1992) jako Philippe